# Mars Observer

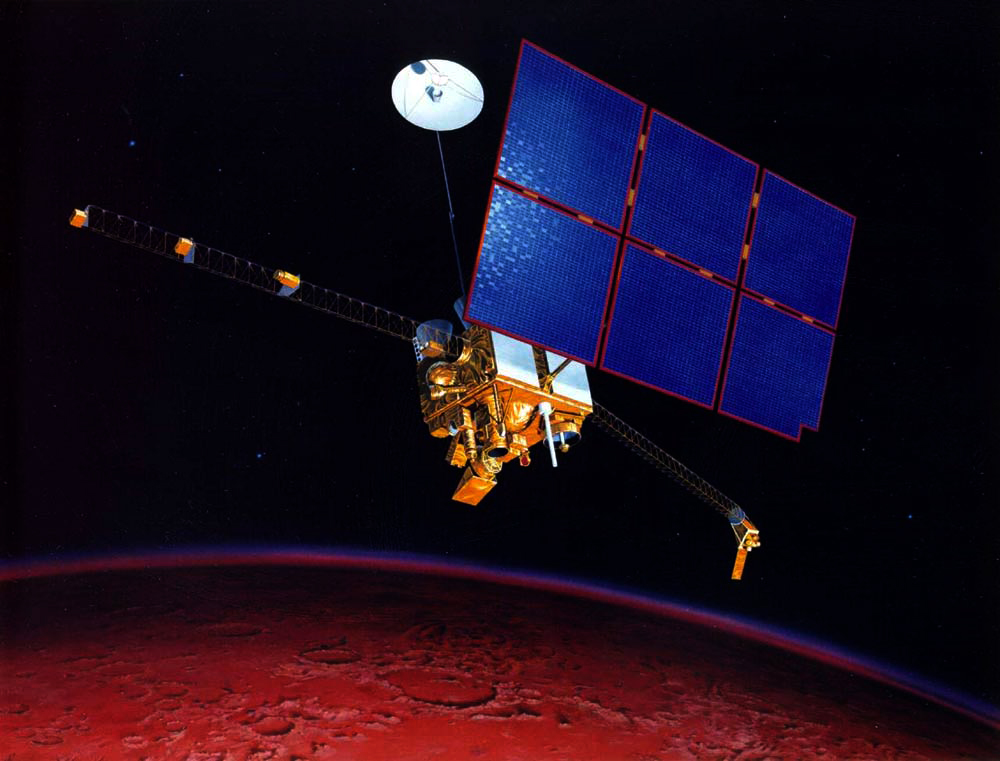
Schets van Mars Observer

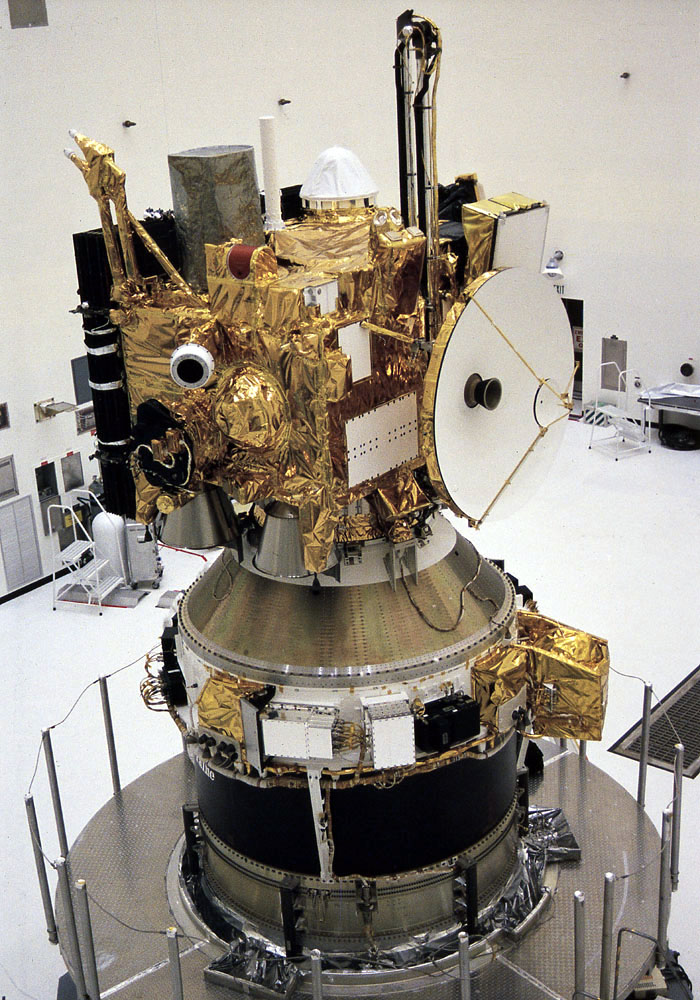
Mars Observer voor de lancering

In 1992, 17 jaar na de succesvolle Viking 1 en Viking 2 missies,  werd de Mars Observer door de NASA gelanceerd om een gedetailleerde studie te maken van de planeet Mars. Het ruimtevaartuig, gebaseerd op een communicatiesatelliet, vervoert een vracht van wetenschappelijke instrumenten om studies uit te voeren op gebied van geologie, geofysica en het klimaat op Mars.  Toen de brandstoftanks onder druk werden gezet, in voorbereiding om in een baan rond Mars te komen, verbrak het contact met de aarde en werd er nooit meer iets van de Mars Observer gehoord.

## Data
- Gewicht van de sonde: 2,573 kg
- Draagraket bij lancering: Commercial Titan III (CT-4)
- Lancering: 25 september 1992
- Verlies van contact op 21 augustus 1993
- Officieel verloren verklaard op 22 september 1993
- De tocht duurde 337 dagen
- 725 miljoen kilometer afgelegd

## Meetinstrumenten
- MOC (Mars Observer Camera): Een hoge resolutie CCD-camera.
- MOLA (Mars Orbiter Laser Altimeter): Voor het opmeten van een topografische kaart.
- MAG/ER (Magnetometer/Electron Reflectometer): Opzoeken van de magneetpolen van Mars.
- TES (Thermal Emission Spectrometer): Onderzoek van mineralen op Mars
- RS (Radio Science): Onderzoek van de Mars-atmosfeer.
- PMIR (Pressure Modulated Infrared Radiometer): Klimaat-onderzoek.
- GRS (Gamma Ray Spectrometer): Zoeken naar water met gammastralen.

## Gevolgen
Het verlies  van de dure Mars Observer was een schok voor de Amerikaanse Ruimtevaart – hiermee was niet enkel een van duurste en ambitieuze NASA Projecten, maar ook het eerste NASA planetensonde verloren gegaan sinds 27 jaar. Zes van de zeven instrumenten vlogen alsnog met de Mars Global Surveyor en met de 2001 Mars Odyssey naar de rode planeet. Het zevende instrument, PMIR, zou met de Mars Climate Orbiter naar Mars vliegen, maar kwam wegens het falen van de missie toch niet ter bestemming. Het gevolg is dat de NASA het Discovery programma lanceert met meer kleine, goedkopere ruimtesonden om zo het risico te spreiden.